# Wapen van Broek in Waterland

Het wapen van de voormalige gemeente Broek in Waterland.

Het wapen van Broek in Waterland is een van de Waterlandse wapens waarop de Waterlandse zwaan is afgebeeld. De Noord-Hollandse gemeente Broek in Waterland gebruikte het wapen officieel van 26 juni 1816 tot een gemeentelijke fusie in 1991. In 1991 fuseerden de gemeentes Broek in Waterland, Ilpendam, Katwoude, Marken en Monnickendam tot de gemeente Waterland.
Het wapen is gelijk aan dat van de Unie van Waterland. Deze unie bestond uit de dorpen Broek in Waterland, Ransdorp, Landsmeer, Schellingwoude, Zuiderwoude en Zunderdorp. 

## Blazoenering
De beschrijving van het wapen luidde als volgt:
Van keel beladen met een zwaan van zilver, houdende in zijn regter poot de eendrachtspijlen van goud. 
Het schild is rood met daarop een staande geheel zilveren (witte) zwaan. In de rechterpoot houdt de zwaan een bundel van zeven gouden pijlen. Om de hals van de zwaan een gouden halsband. Niet vermeld is dat de zwaan op een groene grond staat en om de hals een halsband heeft.

## Vergelijkbare wapens
De volgende wapens hebben eveneens de Waterlandse zwaan op het schild staan:

Het wapen van Buiksloot
Het wapen van Landsmeer
Het wapen van Nieuwendam
Het wapen van Ransdorp
Het wapen van de gemeente Waterland
Het wapen van het Dijkbestuur van Waterland
Het wapen van het waterschap De Waterlanden